# Stella Zázvorková

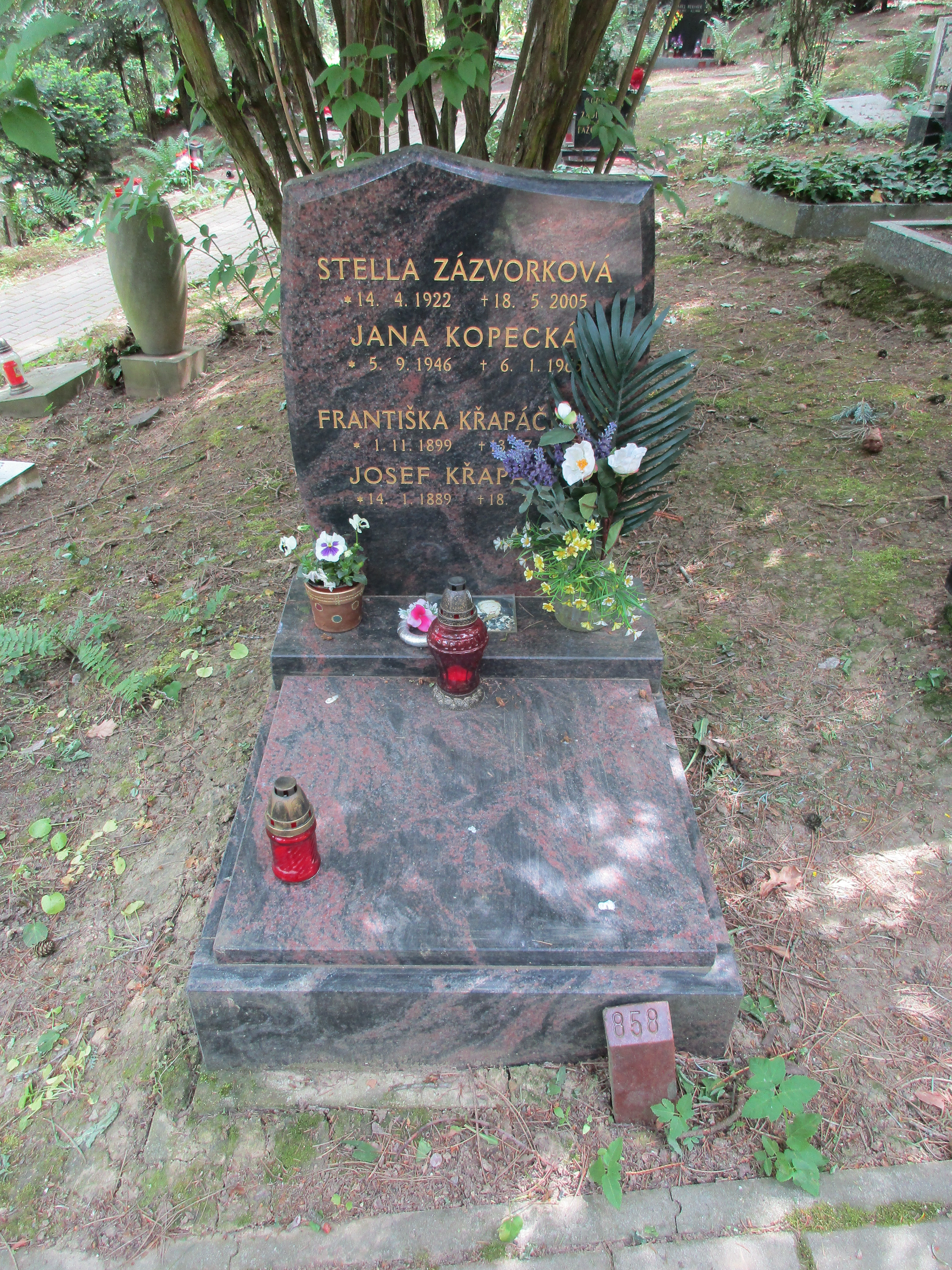
Hrob herečky Stelly Zázvorkové na Motolském hřbitově

Stella Zázvorková, provdaná Stella Kopecká (14. dubna 1922 Praha – 18. května 2005 Praha) byla česká herečka.

## Životopis
Narodila se v umělecké rodině. Její otec – architekt Jan Zázvorka starší – byl autorem Národního památníku na Vítkově. Její starší bratr Jan Zázvorka mladší se později stal filmovým a televizním scénografem a architektem. Její matka byla módní návrhářka a křestní jméno jí vybrala podle stejnojmenného sci-fi románu francouzského spisovatele Camille Flammariona. Od roku 1946 byla krátce provdána za herce Miloše Kopeckého. Jejich manželství vydrželo asi 1 rok, jejich dcera Jana spáchala v necelých 19 letech sebevraždu, ona sama se už pak nevdala. Je pohřbena na hřbitově Motolského krematoria. 
Byla řadovou členkou KSČ a roku 1977 podepsala Antichartu. Nicméně, dle slov pamětníků tak činila, stejně jako stovky dalších herců jen proto, aby měla klid a mohla hrát. Mluvila sedmi jazyky, mimo jiné i německy, francouzsky, anglicky, rusky a latinsky.

## Divadlo
Absolvovala divadelní školu E. F. Buriana. Poté hrála v Pražském dětském divadle Míly Mellanové a ve 40. letech se objevovala na pódiu divadla Větrník. V letech 1945–1948 hrála v Divadle satiry, později byla členkou Realistického divadla a Divadla E. F. Buriana. Jan Werich ji přijal v roce 1955 do Divadla ABC. Po připojení Divadla ABC k MDP dne 1. července 1962 se stala členkou Městských divadel pražských, kde působila pak až do roku 1990.

### Přehled angažmá
- 1941–1944 Pražské dětské divadlo (Míla Mellanová a skupina)
- 1945–1946 divadlo Větrník
- 1946–1948 Divadlo satiry
- 1949–1950 Realistické divadlo
- 1950–1955 Divadlo D 34 (Divadlo E. F. Buriana)
- 1955–1962 Divadlo ABC
- 1962–1990 Městská divadla pražská

## Filmová tvorba
Nezapomenutelné jsou její filmové role. Objevovala se v titulech, které jsou dnes ve zlatém fondu české a československé kinematografie. Diváci si pamatují její temperamentní ženy z filmů Anděl na horách, Pane, vy jste vdova!, Zítra to roztočíme, drahoušku…!, Jak utopit dr. Mráčka aneb Konec vodníků v Čechách, či role z nedávných let ve filmech Kolja, Pelíšky, Kytice a Babí léto.

## Film
- 1941 – Modrý závoj
- 1955 – Něco se tu změnilo
- 1955 – Hudba z Marsu
- 1955 – Návštěva z oblak
- 1955 – Anděl na horách
- 1955 – Nechte to na mně
- 1955 – Větrná hora
- 1955 – Vzorný kinematograf Haška Jaroslava
- 1955 – Kam s ním
- 1955 – Muž v povětří
- 1956 – Platit prosím
- 1956 – Kudy kam?
- 1956 – Zaostřit, prosím!
- 1956 – Robinsonka
- 1956 – Dobrý voják Švejk
- 1957 – Silvestr
- 1957 – Konec jasnovidce
- 1957 – To byla noc
- 1957 – Škola otců
- 1957 – Tam na konečné
- 1957 – Florenc 13.30
- 1958 – O lidech před pultem a za ním II.
- 1958 – Co řekne žena
- 1958 – Mezi zemí a nebem
- 1958 – Dnes naposled
- 1958 – Hvězda jede na jih
- 1959 – První a poslední
- 1959 – Přátelé na moři
- 1959–1960 – Rodina Bláhova
- 1960 – Chlap jako hora
- 1960 – Cirkus jede
- 1961 – Medvěd
- 1961 – Procesí k Panence
- 1962 – Anička jde do školy
- 1962 – Dva z onoho světa
- 1963 – Uspořená libra
- 1963 – Tři chlapi v chalupě
- 1963 – Mezi námi zloději
- 1963 – Einstein kontra Babinský
- 1964 – Drahý zesnulý
- 1964 – Táto, sežeň štěně!
- 1964 – Příběh dušičkový
- 1964 – Čintamani a podvodník
- 1965 – Třicet jedna ve stínu
- 1966 – Svatební cesta aneb Ještě ne, Evžene!
- 1966 – Vrah zo záhrobia
- 1967 – Sedm žen Alfonse Karáska
- 1967 – Svatba jako řemen
- 1967 – Ta naše písnička česká
- 1967 – Happy end
- 1967 – Zmluva s diablom
- 1968 – Hříšní lidé města pražského
- 1968 – Šíleně smutná princezna
- 1969 – Utrpení mladého Boháčka
- 1969 – Zabil jsem Einsteina, pánové…
- 1969 – Odvážná slečna
- 1970 – Pane, vy jste vdova!
- 1970 – Čtyři vraždy stačí, drahoušku
- 1970 – Partie krásného dragouna
- 1971 – Ženy v ofsajdu
- 1971 – Klícka
- 1971 – Slaměný klobouk
- 1971 – Dívka na koštěti
- 1971 – F. L. Věk
- 1972 – Z nových pověstí českých: Dívčí válka
- 1973 – Tři chlapi na cestách
- 1974 – Jak utopit dr. Mráčka aneb Konec vodníků v Čechách
- 1974 – Hodíme se k sobě, miláčku?
- 1975 – Dva muži hlásí příchod
- 1975 – Tak láska začíná…
- 1976 – Stratená dolina
- 1976 – Zítra to roztočíme, drahoušku…!
- 1977 – Jak vytrhnout velrybě stoličku
- 1977 – Žena za pultem
- 1977 – Což takhle dát si špenát
- 1977 – Jak se budí princezny
- 1979 – Jak je důležité míti Filipa
- 1980 – Co je doma, to se počítá, pánové...
- 1980 – Trhák
- 1981 – Ten svetr si nesvlíkej
- 1983 – Předeme, předeme zlatou nitku
- 1986 – Oči pro pláč
- 1988 – Zkrocení zlého muže
- 1988 – Druhý dech
- 1989 – Konec starých časů
- 1990 – Skřivánci na niti
- 1991 – Území bílých králů
- 1991 – Romeo a Julie
- 1993 – Arabela se vrací aneb Rumburak králem Říše pohádek
- 1995 – Když se slunci nedaří
- 1996 – Kouzelný měšec
- 1996 – Kolja
- 1999 – Pelíšky
- 1999 – Z pekla štěstí
- 2000 – Kytice
- 2001 – Černí andělé
- 2001 – Babí léto
- 2001 – Mach, Šebestová a kouzelné sluchátko
- 2002 – Na psí knížku
- 2004 – Román pro ženy
- 2005 – Hrubeš a Mareš jsou kamarádi do deště

## Televize
- 1968 Klapzubova jedenáctka (TV seriál) – role: hostinská Vejvodová
- 1971 Fantom operety (TV seriál) – role: vdova Bártová
- 1971 Klícka (TV filmová komedie) – role: Marie Kučerová
- 1971 Exekuce (TV film) – role: Bartačka, správcová u Laputi
- 1980 Arabela (TV seriál) – role: Věra Majerová
- 1995 Život na zámku (TV seriál) – role: Andulka Šafářová

## Rozhlas
- 1968 Giles Stannus Cooper: Nepříjemná ústřice. Překlad a režie: Josef Červinka, dvojrole: Olivie, Alice.
- 1973 Molière: Lakomec, Československý rozhlas, překlad: E. A. Saudek, pro rozhlas upravil: Dalibor Chalupa, osoby a obsazení: Harpagon (Stanislav Neumann), Kleant, jeho syn (Vladimír Brabec), Eliška, jeho dcera (Jana Drbohlavová), Valér (Josef Zíma), Mariana, jeho sestra (Eva Klepáčová), Anselm, jejich otec (Felix le Breux), Frosina, dohazovačka (Stella Zázvorková), kmotr Jakub, kočí a kuchař Harpagona (Josef Beyvl), kmotr Šimon, zprostředkovatel (Miloš Zavřel), Čipera, Kleantův sluha (Jaroslav Kepka), Propilvoves (Oldřich Dědek), Treska (Jiří Koutný), policejní komisař (Eduard Dubský) a hlášení a odhlášení (Hana Brothánková), dramaturgie: Jaroslava Strejčková, hudba: Vladimír Truc, režie: Jiří Roll.[5]
- 1998 Hector Hugh Munro: Povídka Podivné příběhy lorda Clovise, překlad: František Vrba,  dramatizace: Jan Žáček, účinkují: Viktor Preiss, Květa Fialová, Stella Zázvorková, Otakar Brousek starší, Petr Nárožný, Jorga Kotrbová, Jiří Štěpnička, Václav Vydra, Stanislav Fišer; režie: Josef Červinka.

## Ocenění
- 1982  - zasloužilá umělkyně
- 1993 – Cena – Senior Prix za celoživotní uměleckou práci pro vybrané výkonné umělce;
- 1996 – Nominována na Českého lva – za nejlepší ženský herecký výkon ve vedlejší roli ve filmu Kolja;
- 2000 – Cena Thálie – za celoživotní mistrovství v činohře;
- 2001 – Český lev – nejlepší ženský herecký výkon v hlavní roli ve filmu Babí léto;
- 2003 – Čestná cena ankety TýTý – uvedena do Dvorany slávy
- 2003 – k 28. říjnu uděleno státní vyznamenání – Medaile Za zásluhy;
- 2004 – Český lev – za dlouholetý umělecký přínos českému filmu;
- 2006 – Česká televize uvedla v cyklu Příběhy slavných film Neřízená střela Stella (o jedné z nejvýraznějších hereček minulého století; délka 52 minut; režie L. Jablonská).